# Flughafen Katima Mulilo

i7
i11
i13
Der Flughafen Katima Mulilo (englisch Katima Mulilo Airport; auch Flughafen Mpacha; Mpacha Airport, IATA-Code: MPA, ICAO-Code: FYKM) ist der Flughafen der Stadt Katima Mulilo in Namibia. Der Flughafen liegt an der Nationalstraße B8 rund 10 Kilometer südwestlich der Stadt und besitzt eine 2292 Meter lange Startbahn.
Der Flughafen Mpacha diente während der Apartheid als modern eingerichteter Stützpunkt der SADF für Operationen und Hubschraubereinsätze auf dem Gebiet von Angola. Die sich seit 1973 verstärkenden Guerilla-Aktionen der SWAPO hatten zunächst Einsätze der South African Police und seit 1975 verstärkt von militärischen Sicherheitskräften ausgelöst.

## Ausbau
Der Ausbau des Flughafens zu einem touristischen Drehpunkt wurde im Mai 2022 bekanntgegeben. Die Kosten werden auf bis zu 100 Millionen Namibia-Dollar geschätzt. Am 9. Juni 2022 wurde ein Projekt zur Rehabilitierung der Start- und Landebahn mit einem Volumen von 96 Millionen Namibia-Dollar begonnen.
Im Juli 2023 wurde der Neubau eines Terminals bestätigt.

## Verbindungen und Fluggesellschaften
Air Namibia führte regelmäßige Flüge zum Flughafen Eros in Windhoek sowie via Flughafen Rundu durch. Ab 29. März 2015 sollte die Strecke anstatt von Eros vom Internationalen Flughafen Hosea Kutako bedient werden. Mit der Einstellung des Flugbetriebes von Air Namibia im Februar 2021 wurde der Flughafen Katima Mulilo nicht mehr im Linienbetrieb angeflogen. Seit August 2021 bedient FlyNamibia den Flughafen von Eros aus.

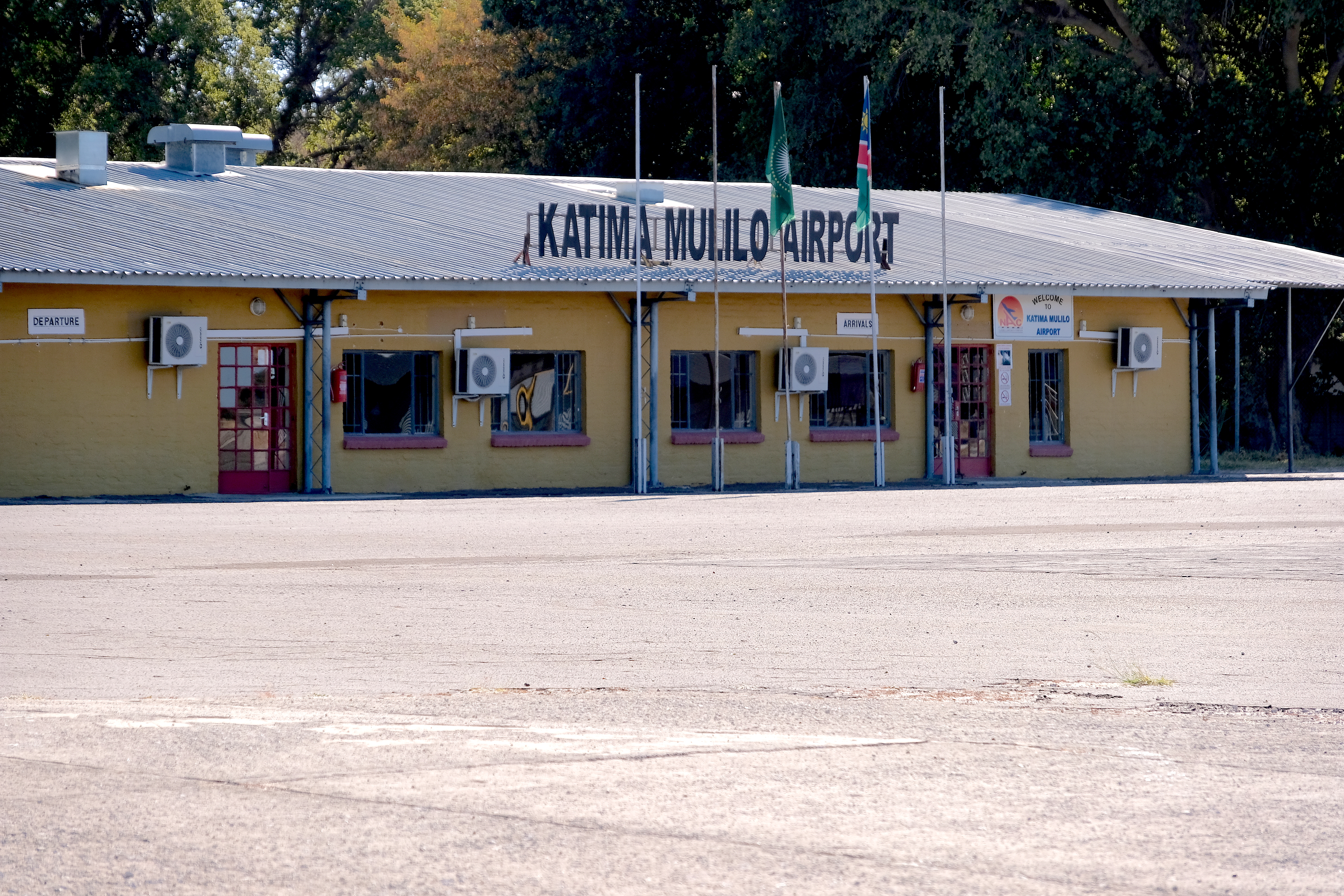
Katima Mulilo Flughafengebäude (2018)

## Statistiken
| Jahr | Flugbewegungen | Passagiere |
| ---- | -------------- | ---------- |
| 2008 | 1266           | 4428       |
| 2009 | 897 ▼          | 3964 ▼     |
| 2010 | 946 ▲          | 4454 ▲     |
| 2011 | 880 ▼          | 6441 ▲     |
| 2012 | 953 ▲          | 14.999 ▲   |
| 2013 | 873 ▼          | 11.270 ▼   |
| 2014 | 1140 ▲         | 11.808 ▲   |
| 2015 | 1346 ▲         | 11.843 ▲   |
| 2016 | 1053 ▼         | 12.319 ▲   |
| 2017 | 862 ▼          | 12.864 ▲   |
| 2018 | 738 ▼          | 12.907 ▲   |
| 2019 | 691 ▼          | 12.614 ▼   |
| 2020 | 480 ▼          | 7.927 ▼    |
| 2021 | 510 ▲          | 4.710 ▼    |
| 2022 | 900 ▲          | 9.059 ▲    |
| 2023 | 661 ▼          | 8.193 ▼    |

Quelle: Airport Statistics. Namibia Airports Company, Februar 2024.